# San Andrés de Teixido
San Andrés de Teixido (en gallego Santo André de Teixido) es una aldea de la parroquia de Régoa, en el este del municipio de Cedeira, en la Sierra de Capelada, cerca de los acantilados sobre el mar. Según el INE en 2023 tenía 45  habitantes (30 hombres y 15 mujeres).
En este lugar se encuentra el santuario del mismo nombre, famoso lugar de peregrinación.

## Topónimo
El topónimo gallego teixido se corresponde con el castellano tejedo, significando lugar con abundancia de tejos (en gallego teixo).

## Peregrinación
La capilla de San Andrés es un famoso santuario a donde, según el dicho popular vai de morto quen non foi de vivo ('va de muerto quien no fue de vivo').
Los romeros tenían la costumbre de tirar una piedra en los túmulos o "milladoiros" (se llaman "amilladoiros" en la comarca de Cedeira) que se encontraban a ambos lados del camino (se contabilizan hasta veinte milladoiros entre el lugar de Veniño y Teixido). Las piedras de los milladoiros dice la leyenda que "hablarán en el Juicio final" para decir qué almas cumplieron con la promesa de ir a San Andrés.
Los milladoiros son montones de piedras que los romeros van dejando en lugares determinados: cerca de un santuario, cruces de caminos, parajes sagrados, etc. En las cercanías de San Andrés, al lado de las cuestas de bajada al santuario se conservan más de media docena de milladoiros (algunos en perfecto estado), formados por miles y miles de piedras que los peregrinos han ido depositando a lo largo de los siglos.
Es posible que los milladoiros que hay en este lugar sean los únicos en el mundo con estas características. Esta costumbre se sigue practicando por los romeros que peregrinan al santuario de San Andrés, como demuestra el extraordinario milladoiro que hay en el lugar de "O Campo do Choíño" en la llamada "Costa Pequeña". 
Se cree que la peregrinación a Teixido comenzó a partir de la Edad de hierro, durante la cultura castreña, aunque de hecho el primer registro de la existencia de peregrinación aparece en el año 1391, en el testamento de una señora de Vivero, cuyo original en gallego antiguo dice así:

Iten mando yr por min en romaria a Santo Andre de Teixido, porque llo tenno prometudo, et que le ponnan enno seu altar hua candea commo he hua muller de meu estado
(original en gallego, 1391)
Hago ir por mi en romería a San Andrés de Teixido, porque se lo tengo prometido, y que le pongan en el altar una vela del tamaño de una mujer de mi estado
(traducido al castellano)

Curiosamente,[¿Por qué?] en la zona de Cotobad, se le llama Camiño de Santo André a la Vía Láctea y se dice que termina encima de la capilla del santuario.

## Historia
El Padre Sarmiento se refería, en el año 1703, a esta iglesia como pequeño monasterio del que se tiene constancia desde el siglo XII, bajo la protección de los condes de Trava. En 1196 se lo entregaron a la orden de San Juan de Jerusalén, los cuales tenían su base en Puertomarín. Años más tarde el templo pasó a manos de los Andrade de San Sadurniño, familia cuyos escudos se conservan en la fábrica, junto con la cruz de los Caballeros de la Soberana Orden Militar y Hospitalaria de San Juan de Jerusalén, de Rodas y de Malta San Juan de Jerusalén y la leyenda de SAN IVAN ( San Juan en caracteres medievales, no San Iván como podría interpretarse).
Esta doble dependencia del santuario se configuró como una fuente de conflictos para el control de las ganancias romeras, como el largo litigio por los diezmos entre los Andrade y el priorato de Puertomarín. Contradictoriamente esta inestabilidad coincidió con una bonanza económica del santuario materializada en la construcción del retablo barroco en 1624, llegando a la reedificación del presbiterio en 1665 y la nave en 1785.

## Descripción
Atendiendo a su estructura se trata de un templo gótico de tipología marinera. El elemento antiguo que se conserva es el arco triunfal, de tipo apuntado.
Las partes más antiguas corresponden a la época de los Andrade: el ábside -que era inicialmente abovedado- y la puerta lateral compuesta por un arco conopial de tipo isabelino (propio del gótico tardío), y que debió de servir de puerta principal del templo desde el siglo XV al XVIII.
Este diseño se complementó con la construcción de la nueva fachada y la torre campanario, terminada en 1781 gracias al aumento de los beneficios producto del auge romera de la época. 
La capilla mayor data de 1789 y fue realizada por Miguel López de la Peña.
En el año 1970 se descubrieron pinturas murales con la representación del martirio de San Andrés.

## Costumbres y leyendas
Es tradición hacer la romería llevando una piedra que se deposita en uno de los amilladoiros de la zona. Hay que beber de "La Fuente de los Tres Caños", pedir a San Andrés un deseo y echar en el agua un pequeño trozo de pan, que, de no hundirse, atraerá la buena fortuna a nuestra vida, al menos durante un año.

### El alma del muerto llevada por familiares
El que se ofreció a San Andrés y no fue de vivo, tiene que ir de muerto, y para eso una manera de cumplir con la romería es con la ayuda de los familiares vivos o conocidos (normalmente dos) acompañando al ánima del finado.
Antes de comenzar la peregrinación, los parientes van al cementerio donde se encuentra la tumba del difunto, para invitar al espíritu del muerto a hacer el viaje con ellos.

### El pan de San Andrés
Con la miga del pan se hacen "sanandresiños", figuras representativas de la romería. Inicialmente había tres figuras: un hombre, una mujer y una paloma. Actualmente son ocho:
- El Santo: Por la buena salud y la amistad.
- La Flor: O Hierba de enamorar, símbolo del amor.
- La Mano: Suerte en los estudios.
- El Pez: Para que nunca falte el alimento.
- La Escalera: Para mejorar en el trabajo y los negocios.
- La Barca: para que los viajes lleguen siempre a buen puerto.
- La Corona de San Andrés: Protección.
- La Paloma: Símbolo de la Paz.

### La fuente de los tres caños
A la fuente de los tres caños (a fonte dos tres canos), o "fuente del santo" (fonte do santo), se le consultaba sobre si San Andrés concedería o no lo que se le pedía. Para eso primero se pedía un deseo, o petición, a San Andrés y luego se bebía del agua de los tres cañitos, después se tiraba una miga de pan, si flotaba era porque el santo atendería la súplica, si se hundía no había esperanza.
Según otra versión, si la miga de pan flotaba, el interesado volvería de nuevo a San Andrés.

### La hierba de enamorar
La hierba de enamorar (Armeria pubigera), en gallego herba de namorar, se da en los alrededores de Teixido, y se dice que es buena para solventar los problemas de amores.

### El ramo
Una de las tradiciones consiste en volver de la romería con el ramo de San Andrés. El ramo consiste en una vara de avellano, y atadas en ella, varias ramitas de tejo. Al ramo también se le pone algo de "hierba de enamorar".

## Lugares de interés
Además del santuario de San Andrés, resultan también interesantes la  Fonte do Santo y el mirador natural de Vixía de Herbeira, por encima de los acantilados que, con 613 m s. n. m., tiene la mayor cota sobre el nivel del mar de toda Europa, junto a los de Hornelen, Cabo Enniberg, Croaghaun, Preikestolen, Slieve League y Cabo Girão.

### Curro da Capelada
El curro da Capelada es una "rapa das bestas" que se celebra cerca de San Andrés de Teixido, en el Monte da Pena Toxosa, el último domingo de junio.

### Acantilados de Vixía Herbeira
Los acantilados de Vixía Herbeira, en Cedeira, son los más altos de la Europa continental, con 613 m de altura, también son uno de los parajes más bellos de Galicia. Actualmente la zona está declarada Lugar de importancia comunitaria (LIC).